# Sân bay quốc tế Raleigh-Durham
Sân bay quốc tế Raleigh-Durham (mã sân bay IATA: RDU, mã sân bay ICAO: KRDU, mã sân bay FAA LID: RDU) là một sân bay quốc tế công cộng nằm 4,5 dặm (7 km) về phía đông bắc của thị xã Morrisville ở ngoại ô quận Wake, Bắc Carolina, Hoa Kỳ. Sân bay có diện tích 4.929 mẫu Anh (1.995 ha) và ba đường băng, cung cấp dịch vụ trực tiếp cho 40 điểm đến trong nước và quốc tế trên 372 chuyến bay hàng ngày. Năm 2007, hơn 10 triệu hành khách thông qua sân bay. Cảng vụ hàng không RDU quản lý và điều hành hoạt động sân bay này. Cơ quan sân bay được điều khiển bởi một hội đồng quản trị của các đại diện từ các quận Wake và Durham, và các thành phố Raleigh và Durham. Sân bay này là cơ sở chính của hoạt động cho Ram Air Freight.